# Uta-Brigitte Müller
Uta-Brigitte Müller (* 10. September 1946 in Thüngen) ist eine deutsche Politikerin (SPD).

## Leben und Beruf
Müller wuchs in der Niederlausitz auf. Im Jahr 1965 schloss sie die Schule mit dem Abitur ab. Nachdem sie zwischen 1963 und 1965 im Rahmen eines Schulversuches bereits eine Ausbildung zur Betriebsschlosserin gemacht hatte, absolvierte sie anschließend bis 1967 noch eine Berufsausbildung zur Laborantin. Von 1967 bis 1972 studierte sie dann an der Universität Rostock und der  Friedrich-Schiller-Universität Jena Germanistik und Geschichte. Danach war sie bis 1990 als Lehrerin für Deutsch und Geschichte tätig. Müller ist verheiratet und Mutter von drei Kindern.

## Politik
Während der Wende in der DDR gehörte Müller im Herbst 1989 zu den Mitbegründern der SPD in Guben. 
Bei der Landtagswahl in Brandenburg 1990 wurde sie als Listenkandidatin der SPD in den brandenburgischen Landtag gewählt. Bei den Wahlen 1994 und 1999 konnte sie zweimal das Direktmandat im Wahlkreis 44 (Spree-Neiße III) gewinnen. Sie war Landtagsabgeordnete für drei Legislaturperioden vom 26. Oktober 1990 bis zum 13. Oktober 2004. Im Landtag war Müller die hochschulpolitische Sprecherin der SPD-Fraktion und von 1990 bis 1994 auch stellvertretende SPD-Fraktionsvorsitzende. 
Zwischen 1990 und 1994 war sie Vorsitzende des Petitionsausschusses, dem sie dann noch einmal von 1999 bis 2004 als einfaches Mitglied angehörte. Dem Ausschuss für Bildung, Jugend und Sport gehörte sie von 1990 bis 1999 an, ab November 1993 als Vorsitzende. Dem Ausschuss für Wissenschaft, Forschung und Kultur gehörte sie von 1994 bis 1999 an, von Dezember 2000 bis zu ihrem Ausscheiden aus dem Landtag war sie dessen Vorsitzende. Müller war zudem stellvertretende Vorsitzende des Parlamentarischen Beirates der Stiftung für das sorbische Volk.  